# Superpuchar San Marino w piłce nożnej
Superpuchar San Marino w piłce nożnej (wł. Supercoppa di San Marino) – trofeum przyznawane zwycięskiej drużynie meczu rozgrywanego pomiędzy aktualnym Mistrzem San Marino oraz zdobywcą Pucharu San Marino w danym sezonie (jeżeli ta sama drużyna wywalczyła zarówno mistrzostwo, jak i Puchar kraju - to jej przeciwnikiem zostaje finalista Pucharu).

## Historia

### Trofeo Federale
W 1986 roku, wraz z utworzeniem Campionato Sammarinese, powołano do życia rozgrywki pod nazwą Trofeo Federale. Turniej rozgrywano systemem pucharowym. Udział brały w nim 4 drużyny - finaliści Pucharu San Marino oraz play-offów ligi. W przypadku, gdy dany zespół był finalistą zarówno pucharu jak i play-off, jego miejsce zajmował jeden z przegranych półfinalistów Campionato Sammarinese. Pierwszym triumfatorem została drużyna SP La Fiorita, pokonując w meczu finałowym 2:0 SC Faetano. W 2011 roku rozegrano ostatnią edycję rozgrywek, którą wygrał zespół SP Tre Fiori.

### Superpuchar San Marino
W 2012 roku zmodernizowano format rozgrywek na wzór klasycznych superpucharów innych państw i przemianowano je na Supercoppa di San Marino, uznając je za kontynuatora tradycji Trofeo Federale. Od tego momentu zdobywcą trofeum zostawał zwycięzca jednego meczu pomiędzy mistrzem kraju i zdobywcą Pucharu San Marino (ew. jego finalistą). Pierwszym triumfatorem Superpucharu został zespół SP La Fiorita, pokonując 1:0 SP Tre Penne.

## Format
Superpuchar San Marino jest rozgrywanym corocznie meczem pomiędzy mistrzem tego kraju a zdobywcą Pucharu San Marino. W przypadku, gdy w danym sezonie mistrz jest również triumfatorem Pucharu, w Superpucharze występuje przegrany finalista meczu o krajowy puchar. Spotkanie rozgrywa się na Campo sportivo di Fiorentino Federico Crescentini w Fiorentino we wrześniu lub październiku każdego roku kalendarzowego, a od 2019 roku na Stadio di Acquaviva w Acquaviva. Organizatorem wydarzenia jest Federazione Sammarinese Giuoco Calcio.

## Zwycięzcy i finaliści
| Sezon                                                 | K | K | T | Zwycięzca           | Wynik            | Finalista           | Data, miejsce                                       | Uwagi                         |
| Trofeum Federalne (wł. Trofeo Federale)               |   |   |   |                     |                  |                     |                                                     |                               |
| 1986                                                  |   |   | 1 | SP La Fiorita       | 2:0              | SC Faetano          |                                                     |                               |
| 1987                                                  |   |   | 2 | SP La Fiorita       | 1:0              | AC Libertas         |                                                     |                               |
| 1988                                                  |   |   | 1 | SS Virtus           | 4:3              | SP Tre Fiori        |                                                     |                               |
| 1989                                                  |   |   | 1 | AC Libertas         | 1:0              | SP Domagnano        |                                                     |                               |
| 1990                                                  |   |   | 1 | SP Domagnano        | 5:2              | SS Juvenes          |                                                     |                               |
| 1991                                                  |   |   | 1 | SP Tre Fiori        | 3:1 pd.          | SS Juvenes          |                                                     |                               |
| 1992                                                  |   |   | 2 | AC Libertas         | 2:2 pd. (k. 4:2) | SP Tre Fiori        | 26.09.1992                                          |                               |
| 1993                                                  |   |   | 2 | SP Tre Fiori        | 1:1 pd. (k. 4:3) | SC Faetano          |                                                     |                               |
| 1994                                                  |   |   | 1 | SC Faetano          | 2:0              | SS Folgore/Falciano |                                                     |                               |
| 1995                                                  |   |   | 1 | SS Cosmos           | 3:2              | SP Tre Fiori        |                                                     |                               |
| 1996                                                  |   |   | 3 | AC Libertas         | 2:1              | SP La Fiorita       |                                                     |                               |
| 1997                                                  |   |   | 1 | SS Folgore/Falciano | 2:0              | SP La Fiorita       |                                                     |                               |
| 1998                                                  |   |   | 2 | SS Cosmos           | 1:0              | SP Tre Fiori        |                                                     |                               |
| 1999                                                  |   |   | 3 | SS Cosmos           | 0:0 pd. (k. 4:3) | SC Faetano          |                                                     |                               |
| 2000                                                  |   |   | 2 | SS Folgore/Falciano | 2:1              | SP Tre Penne        |                                                     |                               |
| 2001                                                  |   |   | 2 | FC Domagnano        | ?:?              | SP Tre Fiori        |                                                     |                               |
| 2002                                                  |   |   | 1 | SP Cailungo         | 1:0              | SS Pennarossa       | 9.10.2002                                           |                               |
| 2003                                                  |   |   | 1 | SS Pennarossa       | 3:1              | SS Virtus           | 1.10.2003                                           |                               |
| 2004                                                  |   |   | 3 | FC Domagnano        | 5:1              | SS Virtus           | 20.10.2004                                          |                               |
| 2005                                                  |   |   | 1 | SP Tre Penne        | 2:1              | SS Pennarossa       | 19.09.2005                                          |                               |
| 2006                                                  |   |   | 1 | SS Murata           | 2:1              | AC Libertas         | 27.09.2006                                          |                               |
| 2007                                                  |   |   | 3 | SP La Fiorita       | 2:1              | SP Tre Fiori        | 2.10.2007                                           |                               |
| 2008                                                  |   |   | 2 | SS Murata           | 4:2 pd.          | SC Faetano          | 16.09.2008                                          |                               |
| 2009                                                  |   |   | 3 | SS Murata           | 1:0              | FC Domagnano        | 24.11.2009                                          |                               |
| 2010                                                  |   |   | 3 | SP Tre Fiori        | 1:0              | SP Tre Penne        | 24.11.2010                                          |                               |
| 2011                                                  |   |   | 4 | SP Tre Fiori        | 2:1 pd.          | AC Juvenes/Dogana   | 28.09.2011                                          |                               |
| Superpuchar San Marino (wł. Supercoppa di San Marino) |   |   |   |                     |                  |                     |                                                     |                               |
| 2012                                                  |   |   | 4 | SP La Fiorita       | 1:0              | SP Tre Penne        | 3.10.2012, Stadio Federico Crescentini, Fiorentino  |                               |
| 2013                                                  |   |   | 2 | SP Tre Penne        | 2:1              | SP La Fiorita       | 31.08.2013, Stadio Federico Crescentini, Fiorentino |                               |
| 2014                                                  |   |   | 4 | AC Libertas         | 3:3 pd. (k. 8:7) | SP La Fiorita       | 17.09.2014, Stadio Federico Crescentini, Fiorentino |                               |
| 2015                                                  |   |   | 3 | SS Folgore/Falciano | 2:0              | SS Murata           | 28.10.2015, Stadio Federico Crescentini, Fiorentino |                               |
| 2016                                                  |   |   | 3 | SP Tre Penne        | 2:1              | SP La Fiorita       | 21.09.2016, Stadio Federico Crescentini, Fiorentino |                               |
| 2017                                                  |   |   | 4 | SP Tre Penne        | 4:0              | SP La Fiorita       | 20.09.2017, Stadio Federico Crescentini, Fiorentino |                               |
| 2018                                                  |   |   | 5 | SP La Fiorita       | 1:0              | SP Tre Penne        | 15.09.2018, Stadio Federico Crescentini, Fiorentino |                               |
| 2019                                                  |   |   | 5 | SP Tre Fiori        | 2:1              | SP Tre Penne        | 14.09.2019, Stadio di Acquaviva, Acquaviva          |                               |
| 2020                                                  |   |   |   |                     |                  |                     |                                                     | nie rozgrywano przez COVID-19 |
| 2021                                                  |   |   | 6 | SP La Fiorita       | 3:2              | SS Folgore/Falciano | 11.09.2021, Stadio di Acquaviva, Acquaviva          |                               |
| 2022                                                  |   |   | 6 | SP Tre Fiori        | 2:1 pd.          | SP La Fiorita       | 30.08.2022, Stadio di Acquaviva, Acquaviva          |                               |

Uwagi:

- wytłuszczono i kursywą oznaczone zespoły, które w tym samym roku wywalczyły mistrzostwo i Puchar kraju (dublet),
- wytłuszczono zespoły, które zdobyły mistrzostwo kraju,
- kursywą oznaczone zespoły, które zdobyły Puchar kraju,
- podkreślono nazwy zespołów, które w tym samym roku nie wywalczyły ani mistrzostwo, ani Puchar kraju.

## Statystyka

### Klasyfikacja według klubów
W dotychczasowej historii finałów o Superpuchar San Marino na podium oficjalnie stawało w sumie 14 drużyn. Liderem klasyfikacji są SP La Fiorita i SP Tre Fiori, którzy zdobyli trofeum po 6 razy.
Stan na 31.05.2022. 
| Lp. | Klub                | Zdobywca | Finalista     | Zwycięskie sezony                  | Przegrane finały                   |   |   |                                    |                                          |
| --- | ------------------- | -------- | ------------- | ---------------------------------- | ---------------------------------- | - | - | ---------------------------------- | ---------------------------------------- |
| Lp. | Klub                | 1.       | SP La Fiorita | Zwycięskie sezony                  | Przegrane finały                   | 6 | 7 | 1986, 1987, 2007, 2012, 2018, 2021 | 1996, 1997, 2013, 2014, 2016, 2017, 2022 |
| 2.  | SP Tre Fiori        | 6        | 6             | 1991, 1993, 2010, 2011, 2019, 2022 | 1988, 1992, 1995, 1998, 2001, 2007 |   |   |                                    |                                          |
| 3.  | SP Tre Penne        | 4        | 5             | 2005, 2013, 2016, 2017             | 2000, 2010, 2012, 2018, 2019       |   |   |                                    |                                          |
| 4.  | AC Libertas         | 4        | 2             | 1989, 1992, 1996, 2014             | 1987, 2006                         |   |   |                                    |                                          |
| 5.  | FC Domagnano        | 3        | 2             | 1990, 2001, 2004                   | 1989, 2009                         |   |   |                                    |                                          |
| 5.  | SS Folgore/Falciano | 3        | 2             | 1997, 2000, 2015                   | 1994, 2021                         |   |   |                                    |                                          |
| 7.  | SS Murata           | 3        | 1             | 2006, 2008, 2009                   | 2015                               |   |   |                                    |                                          |
| 8.  | SS Cosmos           | 3        | 0             | 1995, 1998, 1999                   |                                    |   |   |                                    |                                          |
| 9.  | SC Faetano          | 1        | 4             | 1994                               | 1986, 1993, 1999, 2008             |   |   |                                    |                                          |
| 10. | SS Virtus           | 1        | 2             | 1988                               | 2003, 2004                         |   |   |                                    |                                          |
| 10. | SS Pennarossa       | 1        | 2             | 2003                               | 2002, 2005                         |   |   |                                    |                                          |
| 12. | SP Cailungo         | 1        | 0             | 2002                               |                                    |   |   |                                    |                                          |
| 13. | SS Juvenes          | 0        | 2             |                                    | 1990, 1991                         |   |   |                                    |                                          |
| 14. | AC Juvenes/Dogana   | 0        | 1             |                                    | 2011                               |   |   |                                    |                                          |

### Klasyfikacja według miast
Stan na 31.05.2022.
| Miasto         | Liczba tytułów | Kluby                            |
| -------------- | -------------- | -------------------------------- |
| Serravalle     | 7              | SP Tre Penne (4), SS Cosmos (3)  |
| Fiorentino     | 6              | SP Tre Fiori (6)                 |
| Montegiardino  | 6              | SP La Fiorita (6)                |
| Borgo Maggiore | 5              | AC Libertas (4), SP Cailungo (1) |
| Domagnano      | 3              | FC Domagnano (3)                 |
| Falciano       | 3              | SS Folgore/Falciano (3)          |
| San Marino     | 3              | SS Murata (3)                    |
| Acquaviva      | 1              | SS Virtus (1)                    |
| Chiesanuova    | 1              | SS Pennarossa (1)                |
| Faetano        | 1              | SC Faetano (1)                   |

### Klasyfikacja według kwalifikacji
Uwaga: Statystyki od 2012 roku (wcześniej w Trofeo Federale uczestniczyło 6 najlepszych drużyn).
| Tytuł                        | Zwycięstw | Finałów |
| ---------------------------- | --------- | ------- |
| Mistrz San Marino            | 4         | 6       |
| Zdobywca Pucharu San Marino  | 8         | 2       |
| Finalista Pucharu San Marino | 0         | 2       |